# Хупер Беј (Аљаска)
Хупер Беј (енгл. Hooper Bay) град је у америчкој савезној држави Аљаска.

## Демографија
По попису из 2010. године број становника је 1.093, што је 79 (7,8%) становника више него 2000. године.
| Група             | 2000.     | 2010.     |
| Белци             | 43 (4,2%) | 21 (1,9%) |
| Афроамериканци    | 0 (0,0%)  | 0 (0,0%)  |
| Азијати           | 0 (0,0%)  | 0 (0,0%)  |
| Хиспаноамериканци | 1 (0,1%)  | 0 (0,0%)  |
| Укупно            | 1.014     | 1.093     |